# Štefan Slezák (1937)
Štefan Slezák (5. ledna 1937 – 11. prosince 2003) byl slovenský fotbalista, záložník a obránce.

## Fotbalová kariéra
V československé lize hrál za Spartak Trnava. Odehrál ligových 86 utkání. Gól v lize nedal.

## Ligová bilance
| Ročník                                   | Zápasy | Góly | Klub           |
| ---------------------------------------- | ------ | ---- | -------------- |
| Přebor československé republiky 1955     | 13     | 0    | Spartak Trnava |
| 1. československá fotbalová liga 1956    | 9      | 0    | Spartak Trnava |
| 1. československá fotbalová liga 1958/59 | 17     | 0    | Spartak Trnava |
| 1. československá fotbalová liga 1959/60 | 11     | 0    | Spartak Trnava |
| 1. československá fotbalová liga 1960/61 | 15     | 0    | Spartak Trnava |
| 1. československá fotbalová liga 1961/62 | 21     | 0    | Spartak Trnava |
| CELKEM                                   | 86     | 0    |                |